# 1209 w literaturze
Wydarzenia literackie w 1209 roku.

## Wydarzenia
- Założenie Uniwersytetu w Cambridge